# Sag Harbor
Sag Harbor és una vila del Comtat de Suffolk (Nova York) als Estats Units d'Amèrica.

## Demografia
Segons el cens dels Estats Units del 2000 Sag Harbor tenia 2.313 habitants, 1.120 habitatges, i 583 famílies. La densitat de població era de 519,2 habitants per km².
Dels 1.120 habitatges en un 18,8% hi vivien nens de menys de 18 anys, en un 39,6% hi vivien parelles casades, en un 9,4% dones solteres, i en un 47,9% no eren unitats familiars. En el 40,7% dels habitatges hi vivien persones soles el 18,4% de les quals corresponia a persones de 65 anys o més que vivien soles. El nombre mitjà de persones vivint en cada habitatge era de 2,06 i el nombre mitjà de persones que vivien en cada família era de 2,81.
Per edats la població es repartia de la següent manera: un 16,5% tenia menys de 18 anys, un 5,4% entre 18 i 24, un 25,4% entre 25 i 44, un 28,6% de 45 a 60 i un 24,2% 65 anys o més.
L'edat mediana era de 46 anys. Per cada 100 dones de 18 o més anys hi havia 89,8 homes.
La renda mediana per habitatge era de 52.275 $ i la renda mediana per família de 70.536 $. Els homes tenien una renda mediana de 41.181 $ mentre que les dones 34.750 $. La renda per capita de la població era de 40.566 $. Entorn de l'1,8% de les famílies i el 4,2% de la població estaven per davall del llindar de pobresa.